# Tibetaanse kaas

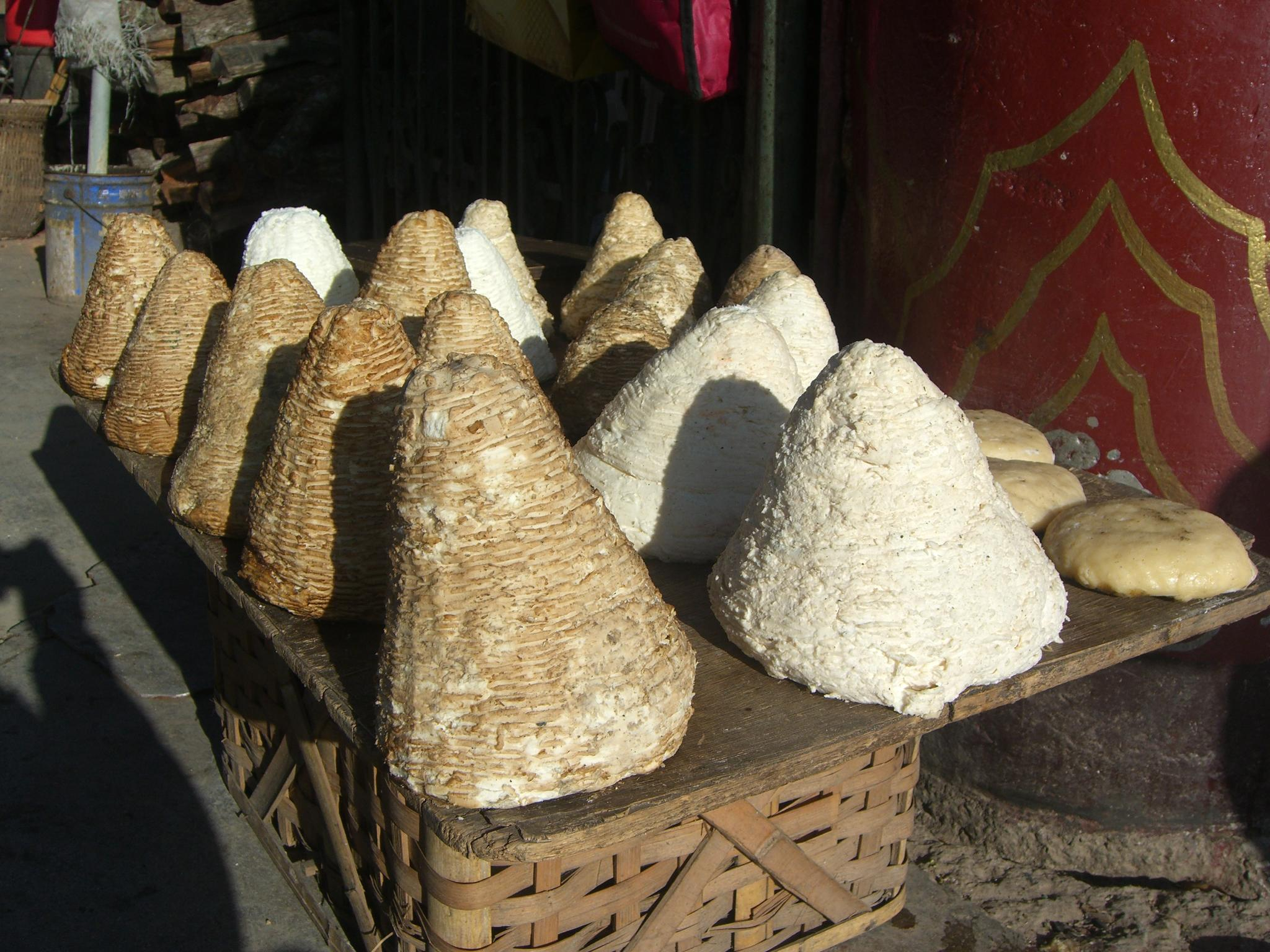
Enkele Tibetaanse kazen.

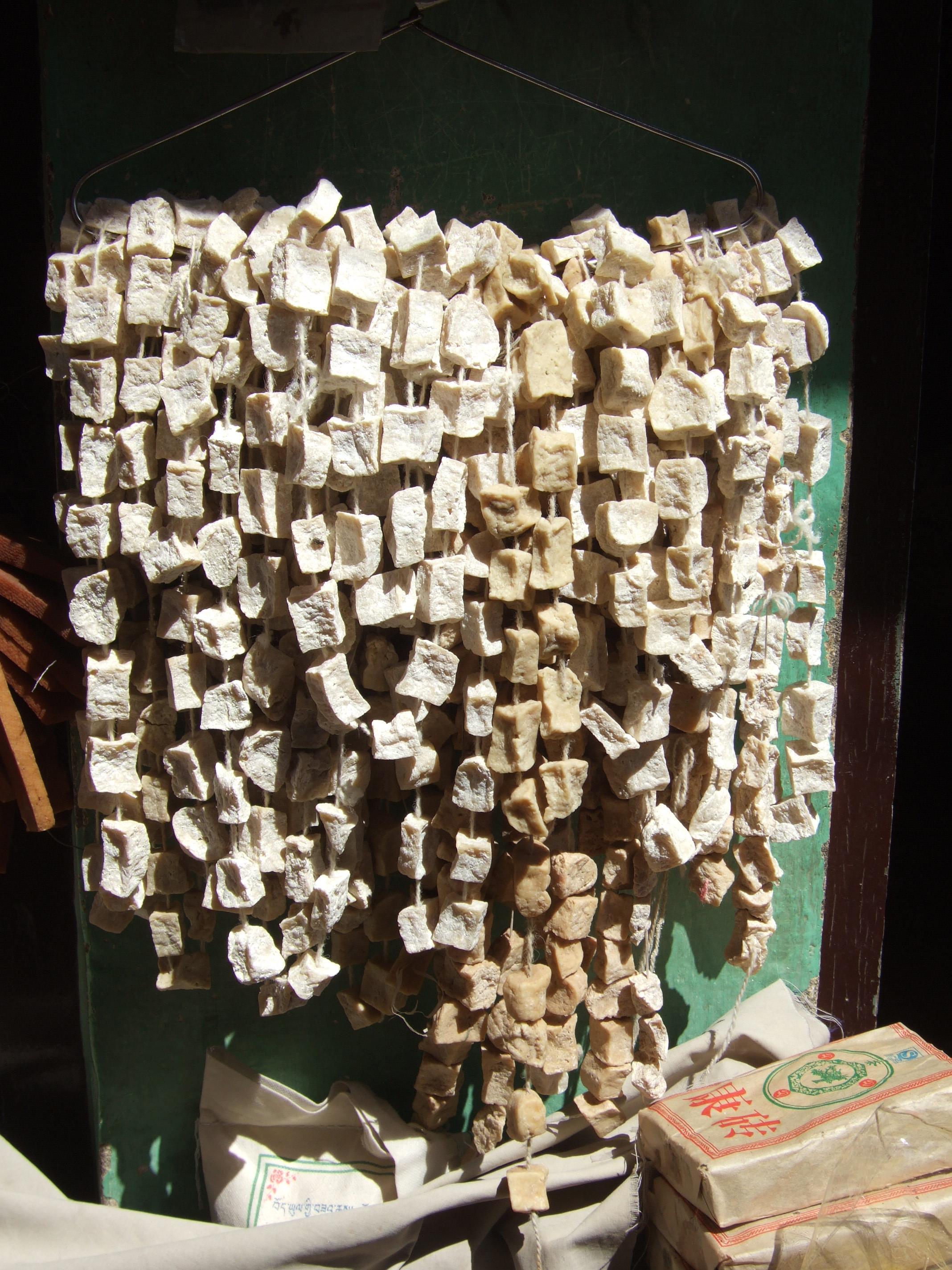
Tibetaanse harde kaas.

Tibetaanse kaas is een belangrijk onderdeel van de Tibetaanse keuken en kent verschillende soorten en verschillen in hardheid, van smeerkaas, tot gedroogde en extra harde kaas, en in samenstelling.
Er bestaat zachte en gedroogde chura, een kaassoort die van karnemelk wordt gemaakt. Een extra harde kaassoort is chhurpi die wordt gemaakt van gebonden yoghurt. Chhurpi wordt eveneens gegeten in Nepal en de Indiase deelstaat Sikkim. Andere soorten kaas, zoals shosha of churul hebben een aroma die overeenkomt met Limburgse kaas. Deze twee kaassoorten zijn gemaakt van room en malai.

## Chura
Chura is een kaassoort die vervaardigd wordt uit karnemelk (dara) die overblijft na het maken van boter. Deze wordt vijf minuten verhit en daarna gekoeld tot 20 °C of lager. De karnemelk is daardoor veranderd in zachte wrongel en wei. De wei wordt van de wrongel gescheiden door het mengsel in zakken aan palen of bomen dicht bij het huis te hangen. De wei wordt hergebruikt als bakproduct of als veevoer.
Deze zachte Tibetaanse kaas lijkt enigszins op hüttenkäse en heet chura loenpa (ook wel ser). De kaas wordt in Tibet zonder toevoegingen gebruikt maar ook gemengd met gesmolten boter en suiker.
Voor de vervaardiging van gedroogde kaas wordt de zachte kaas in vormen, zoals ballen, platte schijven of kleine brokjes gekneed, die vervolgens in de zon of in de oven op een matige temperatuur worden gedroogd. Deze gedroogde kaas heet chura kampo (Tibetaans voor gedroogde kaas). Kleine brokjes gedroogde harde kaas worden zowel door volwassenen als kinderen gekauwd als snoepgoed. Op de gedroogde harde kaas kan langdurig gekauwd worden.